# Кинехельм (король Мерсии)
Кинехельм (англ. Cynehelm), а также Святой Кенельм  (англ. Saint Kenelm ) (умер в 821) — король Мерсии в 821 году. День памяти — 17 июля. В православной традиции его память отмечается в Третью неделю по Пятидесятнице, в день празднования Собора Британских и Ирландских святых.

## Биография
Сын короля Мерсии Кенвульфа и Эльфтриты. Имя Кинехильм встречается в документах конца VIII — начала IX вв. Около 798 года Кенвульф помазал двенадцатилетнего сына на царство. Сохранился ряд грамот, подписанных Кинехельмом. Однако какие-либо упоминания о нём прекращаются после 811 года. Вероятно, он умер при жизни отца. В 821 году королём Мерсии стал дядя Кинехельма, Кёлвульф.